# 川野里子
川野 里子（かわの さとこ、1959年〈昭和34年〉5月27日 - ）は、日本の歌人、評論家。短歌結社「歌林の会」（かりん）所属。本姓・高橋。

## 経歴
大分県竹田市生まれ。
京都女子大学短期大学部卒業。千葉大学大学院文学研究科修士課程修了、東京大学大学院総合文化研究科博士課程単位取得退学。山形市、カリフォルニアなどを移り住む。馬場あき子に師事。歌誌「かりん」編集委員。
讀賣新聞（西部版）選者、日本農業新聞選者、毎日新聞房総文園選者。立正大学、放送大学非常勤講師。2008年度、2009年度、2023年度NHK教育「NHK短歌」選者。2025年4月より、馬場あき子の後任として朝日歌壇選者に就任。

## 賞歴
- 2003年、『太陽の壷』で第13回河野愛子賞
- 2009年、『幻想の重量 葛原妙子の戦後短歌』で第6回葛原妙子賞
- 2010年、『王者の道』で第15回若山牧水賞
- 2018年、『硝子の島』で第10回小野市詩歌文学賞
- 2019年、連作「Place to be」で第55回短歌研究賞
- 2019年、『歓待』で第71回読売文学賞
- 2024年、『ウォーターリリー』で第22回前川佐美雄賞[6]

## 著書
歌集
- 『五月の王 歌集』雁書館〈かりん叢書〉、1990年。
- 『青鯨の日 歌集』砂子屋書房〈かりん叢書〉、1997年。
- 『太陽の壺 歌集』砂子屋書房 〈かりん叢書〉、2002年。ISBN 4-7904-0686-5
- 『王者の道 歌集』角川書店〈かりん叢書〉、2010年。ISBN　978-4-04-621751-6
- 『歌集 硝子の島』短歌研究社〈かりん叢書〉、2017年。ISBN　978-4-86272-546-2
- 『歓待 川野里子歌集』砂子屋書房〈かりん叢書〉、2019年。ISBN　978-4-7904-1713-2
- 『天窓紀行：短歌日記2020』ふらんす堂、2021年。ISBN　978-4-7814-1402-7
- 『ウォーターリリー』短歌研究社〈かりん叢書〉、2023年。ISBN　978-4-86272-742-8

歌書
- 『未知の言葉であるために』砂子屋書房、2002年。ISBN 4-7904-0633-4
- 『幻想の重量：葛原妙子の戦後短歌』本阿弥書店、2009年 / 新装版、書肆侃侃房、2021年。ISBN　978-4-86385-476-5
- 『七十年の孤独：戦後短歌からの問い』書肆侃侃房、2015年。ISBN　978-4-86385-195-5
- 『葛原妙子：見るために閉ざす目』笠間書院〈コレクション日本歌人選070〉、2019年。ISBN　978-4-305-70910-3　※編・解説
- 『短歌って何？と訊いてみた：川野里子対話集』本阿弥書店、2025年。ISBN　978-4-7768-1697-3

編著
- 『葛原妙子歌集』書肆侃侃房、2021年。ISBN　978-4-86385-491-8　※編・解説・年譜